# 內射分解
在同調代數中，一個阿貝爾範疇 {\displaystyle {\mathcal {A}}} 中的對象 {\displaystyle A} 之內射分解定義為一正合序列
{\displaystyle 0\longrightarrow A\longrightarrow I^{0}\longrightarrow \cdots \longrightarrow I^{n}\longrightarrow I^{n+1}\longrightarrow \cdots }
或簡寫成 {\displaystyle 0\rightarrow A\rightarrow I^{\bullet }}，使得其中每個 {\displaystyle I^{n}} 皆為內射對象。固定對象 {\displaystyle A}，則任兩個內射分解至多差一個鏈複形的同倫等價。
若 {\displaystyle {\mathcal {A}}} 中的每個對象都有內射分解，則稱 {\displaystyle {\mathcal {A}}} 有充足的內射元，這類範疇上能以內射分解開展同調代數的研究。典型例子包括：
- 环 {\displaystyle R} 上的 {\displaystyle R}-模構成之範疇 {\displaystyle \mathbf {Mod} _{R}}。
- 取值在有充足內射元的阿貝爾範疇的層，這時內射分解是層上同調的理論基石。

與此對偶的概念是射影分解。